# Taranaki
Taranaki (maorski: Taranaki) je jedna od 16 regija u Novom Zelandu.

## Zemljopis
Regija se nalazi u zapadnom dijelu Sjevernog otoka. Površina joj iznosi 7.257 km². Susjedne regije su Waikato na sjeveru i Manawatu-Wanganui na istoku.

## Administrativna podjela
Središte i najveći grad regije je New Plymouth na čijem širem području živi oko 60% stanovništva regije, ostali veći gradovi na sjeveru su Inglewood i Waitara, a na jugu Hawera, Stratford i Eltham.

## Stanovništvo
Prema popisu stanovništva iz 2011. godine u regiji živi 109.700 stanovnika, te je deseta novozelandska regija po broju stanovnika.

## Vanjske poveznice
- Službena stranica regije